# Stridsvagn m/21
De Stridsvagn m/21, ook wel Stridsvagn fm/21 en als latere versie Sridsvagn m/21-29, was een Zweedse tank uit het Interbellum. De tank was overgenomen van Duitsland, waar de tank aan het einde van de Eerste Wereldoorlog nog in de prototypefase verkeerde en bekend onder de naam Leichterkampfwagen II. De tanks werden in 1921 aangeschaft en afgedankt in 1939. De ervaring die met deze voertuigen werd opgedaan werd onder andere gebruikt voor de ontwikkeling van de Stridsvagn m/31

## Voorgeschiedenis
Toen de Britse Mark tanks in 1916 werden ingezet, bleef dit in Zweden niet onopgemerkt. In 1918 bezocht een Zweedse commissie Berlijn, waar ze de mogelijkheid kregen om een buitgemaakte Britse Mark IV te onderzoeken. In juli 1919 stelde K.G, Bildt voor om geld beschikbaar te stellen voor de aankoop van een Britse tank. In 1920 werd er uiteindelijk besloten voor de aankoop van minstens één tank, met het doel om de koninklijke familie, de regering en het parlement te kunnen beschermen voor het geval er een revolutie zou uitbreken.
Het Kungliga Arméförvaltningens Artilleridepartemente (KAAD, Artillerieonderdeel van de Koninklijke Landmacht) stelde in 1921 de benodigde financiële middelen beschikbaar voor de aankoop van meerdere tanks. Britse tanks waren echter te duur. Er werden daarom geheime onderhandelingen gevoerd met Duitsland. Het doel was om Duitse tanks uit de Eerste Wereldoorlog aan te schaffen. Een tank die aan het einde van de oorlog in productie had moeten gaan was de LK.II. Hiervan waren al onderdelen geproduceerd, maar waren nog niet geassembleerd. Kapitein Rheinhold Schenström reisde in februari af naar Berlijn waar hij de deal sloot op het ingenieursbureau Wilhelm UGE. Deze deal bestond uit de aankoop van 10 tanks voor een aankoopbedrag van 18000 SEK per tank.
Deze onderhandelingen waren zwaar geheim, omdat Duitsland volgens het Verdrag van Versailles geen enkele tank mocht bezitten, maar blijkbaar toch nog de LK.II's in bezit had. Officieel werden de onderdelen daarom naar Zweden getransporteerd onder de aanduiding van tractor onderdelen en stalen platen.

## Gebruik
Onder toezicht van Joseph Vollmer werden er verscheidene wijzigingen aangebracht aan het ontwerp, zodat de tank beter voldeed aan de Zweedse eisen. Het chassis werd enigszins bijgewerkt en er werden koepels op de tank geplaatst. De assemblage vond plaats in Stockholm. De eerste tank was gereed in april 1922. De tien tanks kregen elk een registratienummer, nummers 1 tot 10. Er werd legergrijze verf gebruikt voor zowel de binnen- als de buitenzijde. De binnenzijde werd later nog overgeschilderd met witte verf.

Vanaf 11 augustus 1922 werden de eerste experimenten uitgevoerd. Op 25 augustus werd majoor Bertil Burén aangesteld om de experimenten te leiden vanaf 1 september tot 7 oktober. Na deze tests werden de tanks niet meer ingezet tot de zomer van 1923. In de herfst werden vijf stuks naar Skåne vervoerd om daar deel te nemen aan een grootschalige militaire oefening. De tanks waren in deze oefening succesvol. In de jaren 1923 en 1924 werden de pantserplaten van de voertuigen gedemonteerd en gehard in olie op de marinescheepswerf in Stockholm. Vanaf 1924 tot 1927 werden de voertuigen getest door de Svea lijfwacht. De Zweedse aanduiding was Pansarvagn försöksmodell/1922, oftewel fm/22, maar dit werd later gewijzigd naar m/21.

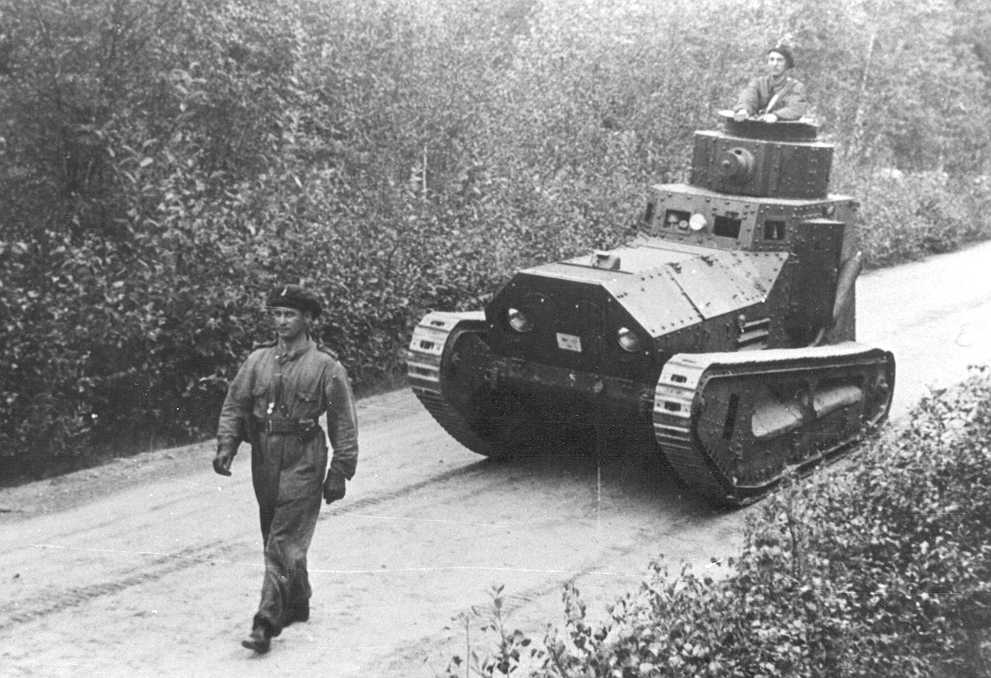
De m/21 tijdens een oefening.

In de winter werd de legergrijze camouflagekleur bijgewerkt door met witte krijt een lijnpatroon te tekenen. In 1928 werd de grijze kleur vervangen voor een camouflagepatroon bestaande uit donkergroen, bruin en een lichte zandkleur. Deze vlakken werden gescheiden door een dunne zwarte rand.
Aan het einde van 1938 werd er één voertuig met het registratienummer 10 geschonken aan een militair museum in Duitsland. In 1939 werden de resterende tanks uit dienst gehaald omdat ze te veel verouderd waren.

## Ontwerp
De bewapening van de Strv m/21 bestond uit één m/14 machinegeweer in de koepel. In de romp van de tank was er ook de mogelijkheid om een machinegeweer te installeren. Er was ook nog de mogelijkheid om een machinegeweer te bedienen door schietgaten in de zijden van tank. Hierdoor is de bemanning van de tank moeilijk vast te stellen. In ieder geval waren er een commandant en een bestuurder. Er was in de bemanningsruimte plaats voor twee extra bemanningsleden voor de bediening van extra machinegeweren.
Eind 1923 werd de tank met registratienummer 5 uitgerust met een 37mm kanon, welke afkomstig was uit een Franse Renault FT 17. In de tank met registratienummer 10 werd in 1924 een radio gebouwd. Met deze radio kon de bemanning verbinding leggen met andere legereenheden en dit bleek zeer praktisch.

## Stridsvagn m/21-29
Rond 1928 begon het steeds duidelijker te worden dat de motor van de tank te zwak was en dat reserveonderdelen daarvoor steeds lastiger te verkrijgen waren. Er werd bij NOHAB een bestelling geplaatst voor de renovatie van drie tanks en Landsverk kreeg de opdracht om twee voertuigen te renoveren. De motor werd vervangen voor een Scania type 1554 van 85pk. Ook werd de transmissie vervangen. Daarnaast ontving de tank elektrische verlichting, een dynamo en een elektrische startmotor. De eerste herbouwde tank werd geleverd in 1930 en de andere vier volgden tussen 1931 en 1934. De omgebouwde voertuigen hadden de registratienummers 2,3,4,5 en 7. De herbouwde versie kreeg de aanduiding Stridsvagn m/21-29.

## Huidige staat
Van de tien tanks zijn er nog vier over.
- Stridsvagn (f)m/21, Arsenalen Tank Museum, Strängnäs, Zweden.
- Stridsvagn m/21-29, Arsenalen Tank Museum, Strängnäs, Zweden. Deze tank was tot 2009 geplaatst het tankmuseum Axvall. In juli 2013 werd begonnen aan een volledige restauratie. Deze is in juni 2018 afgerond. Zie
- Stridsvagn m/21-29, Arsenalen Tank Museum, Strängnäs, Zweden. Deze tank diende tot 2001 als 'poortwachter' bij het tankregiment in Strängnäs. Nu staat de tank onder een zeil buiten het museum.
- Stridsvagn m/21-29, Panzer Museum, Munster, Duitsland. Deze tank diende eerst als 'poortwachter' bij het Tankregiment in Visby. In 1993 werd het geschonken aan de Panzertruppenschule.[7]